# RAM Racing Factory
RAM Racing Factory, conocido también como RAM Racing o por su anterior denominación RAM Racing Driver Project, es una escudería argentina de automovilismo de velocidad. Fue fundada en 2001, bajo el nombre inicial de RAM Racecraft, por el expiloto argentino Víctor Rosso y el ingeniero Leonardo Monti, luego del traspaso de las acciones de su primera escudería, el Pro Racing a manos del piloto Marcelo Bugliotti. En su momento, la escudería compitió en el Súper TC 2000 como Puma Energy Honda Racing y en el TC2000 como Escudería Fela, por el nombre de su patrocinador, propiedad de la chacinera Paladini. En la actualidad, desarrolla su actividad en el ámbito del TCR South America, bajo la denominación de Paladini Racing
A lo largo de su carrera deportiva, este equipo participó en los campeonatos de TC 2000 y Súper TC 2000, donde participó representando de manera oficial a las marcas Honda y Renault respectivamente, además de competir de forma particular con la marca Ford en ambas categorías, desde 2014. Asimismo, tuvo también acompañamiento de importantes firmas como la petrolera Petrobras y la productora de chacinados Paladini, de las cuales tomaría sus nombres para bautizar a sus equipos en sus respectivas épocas.

## Historia

### Previa
La historia de la sociedad entre el expiloto Víctor Rosso y el ingeniero Leonardo Monti se remonta a la década de los '80, cuando concursaban en Europa compitiendo en categorías de monoplazas como ser las Fórmula Ford británica y alemana o las Fórmula 3 británica, alemana y japonesa, donde Rosso cumpliría un amplio papel como piloto, llevándose los títulos de Fórmula Ford en 1983 en Inglaterra y en 1985 en Alemania. Tras estas actuaciones, ambos socios deciden volver a la Argentina con el fin de desarrollar allí su propia escudería de automovilismo, volcando toda la experiencia adquirida en el Viejo Continente. De esta manera, en el año 1994 vio la luz el Team Pro Racing, equipo con el que Rosso y Monti dieran sus primeros pasos en la Fórmula 3 Sudamericana obteniendo importantes resultados y con el que en 1997 desembarcaran exitosamente en el TC 2000, como equipo oficial de la filial nacional de la marca Honda (anteriormente tuvieron una incursión en 1994, preparando tres unidades Renault Fuego). El grupo humano, tecnológico y mecánico que integraba la logística del Pro Racing, pronto lo convertiría en una de las escuadras más importantes del automovilismo argentino, alzándose con los títulos de 1998 y 1999. En los años siguientes, siempre junto al acompañamiento de Honda, Pro Racing continuaría expandiéndose en la categoría y cosechando buenos resultados en cuanto a carreras finales, hasta que a finales de la temporada 2000, Rosso y Monti tomarían una decisión muy importante en su historia deportiva, al aprobar la venta y el traspaso del 100% de las acciones de su equipo al piloto Marcelo Bugliotti. Esta decisión, debía hacer que ambos socios comiencen a buscar la forma de continuar con sus actividades dentro del TC 2000 y que les permita continuar como representantes oficiales de Honda Argentina. El grupo humano y tecnológico, más el apoyo oficial de la casa japonesa continuarían de su lado, lo que les permitiría llevar adelante la creación de su nueva escudería: Fue la génesis del RAM Racecraft.

### Nace el RAM Racecraft
Tras la venta en 2001 del Pro Racing al piloto Bugliotti, la sociedad Rosso-Monti comenzaría el trabajo de formación de una nueva estructura que continuase albergando la representación oficial de la marca Honda dentro del TC 2000. Si bien, estos socios continuaban contando con el material humano de su exequipo y con el apoyo oficial de la marca Honda para continuar, ambos se asociarían a Miguel Alisi, quien ya se encontraba trabajando en la Clase 3 del Turismo Nacional como representante oficial de Honda Argentina. La alineación se completaba con Rubén "Otti" Priotti como director deportivo del equipo. De esta manera, veía la luz el RAM'S Racecraft, estructura que comenzaría a operar como base para el nuevo equipo Honda Racing Argentina del campeonato de TC 2000. Las siglas RAM, se conjugarían de las iniciales de los tres principales socios fundadores del equipo (Rosso, Alisi y Monti).
Las cosas no serían nada sencillas para el inicio de la nueva escudería, ya que la temporada 2001 había iniciado con un fuerte conflicto entre la Confederación Deportiva Automovilística del Automóvil Club Argentino (entidad regente del TC 2000) y la Asociación Corredores de Turismo Carretera, por la cual la primera emitió una resolución mediante la cual prohibía a aquellos pilotos licenciados bajo su regencia, a competir dentro del Turismo Carretera, caso contrario, de decidirse por competir en esta última, su licencia les sería retirada. Aquella conflictiva situación, no sería ajena al panorama de los equipos del TC 2000, ya que de ello dependía la conformación de sus plantillas para la temporada 2001. De esta manera, el RAM Racecraft comenzaría a buscar una solución, llegando finalmente al armado de su primer alineación. Es así que para encarar la temporada presentación son convocados Juan Manuel Silva (quien ya había trabajado con Rosso y Monti e inclusive fue campeón en 1999 bajo su equipo), el internacional Oscar Larrauri y el expiloto de rally Daniel Marrocchi. Asimismo, en materia publicitaria, el equipo contaría con el apoyo de la cervecera argentina Quilmes, la chacinera Paladini y la textil Sólido, mientras que el coche presentado sería el Honda Civic VI de 4 puertas. Con el correr de la temporada, el conflicto ACA-ACTC se solucionaría, lo que permitiría al equipo incorporar un nuevo miembro a su plantilla. De esta forma, hacía su ingreso Guillermo Ortelli como el cuarto piloto estable de la escudería. A pesar de su convocatoria, la superposición de fechas que se sucediera ese año entre el TC y TC 2000 hizo que en una competencia Ortelli fuera reemplazado momentáneamente por Fabián Flaqué. Esta temporada, el equipo la cerraría con resultados bastante discretos, destacándose una única victoria de Silva y su posterior ubicación en la quinta colocación del campeonato.
En 2002, RAM'S conseguiría cerrar un acuerdo publicitario muy importante que marcaría la identidad de la escudería en los años siguientes. El equipo cerraba por primera vez acuerdo con la petroquímica brasileña Petrobras, la cual había ingresado el año anterior al mercado argentino a través de la compra de los activos de la petrolera Eg3, logrando así instalarse en forma definitiva en el ámbito deportivo. En cuanto al equipo, Honda renovaría parcialmente su plantilla de pilotos, reconfirmando a Silva y Ortelli en sus butacas y trayendo como novedad al ex-Fórmula 1 Esteban Tuero, desvinculado del equipo oficial Volkswagen. Norberto Fontana se llevaría el título, quedando Juan Manuel Silva como el mejor representante en la tercera colocación. Asimismo, a mitad de año Miguel Alisi se abre de la sociedad poniendo en pista un equipo propio que contaría con el apoyo semioficial de Honda, a la vez de pasar ahora a recibir asesoramiento técnico del RAM'S. En el año 2003 el equipo vuelve a confirmar a su binomio titular, siendo nuevamente Silva y Ortelli los pilotos titulares, mientras que en la tercera butaca del equipo es convocado el exinternacional Martín Basso, quien de esta manera hacía su debut en la categoría suplantando a Esteban Tuero, quien emigró al Sportteam. En esta temporada, el equipo tendría un arranque promisorio, sin embargo con el correr del campeonato poco a poco el rendimiento comenzaría a diluirse, no pudiendo hacer nada para evitar la consagración definitiva de Ford con Gabriel Ponce de León al volante. Como en el año anterior, nuevamente Silva se convertiría en el estandarte de Honda, cerrando el año en la cuarta colocación.

### Años duros
En el inicio de la temporada 2004, el equipo recibiría un golpe muy duro en lo anímico y profesional, cuando a raíz de un violento accidente de tránsito falleciera Rubén Priotti, director deportivo del team y uno de los principales artífices de la continuidad de la sociedad Honda-RAM. Aquella pérdida calaría hondo en los ánimos de Rosso, Monti y compañía, quienes se preparaban para afrontar un nuevo campeonato, en el cual Juan Manuel Silva y Martín Basso serían los elegidos para defender a la marca y buscar el campeonato. Para esta temporada, el equipo prescindiría de los servicios de Guillermo Ortelli, quien había acordado su llegada al equipo del Edgardo Fernández para propiciar el regreso de Peugeot a la categoría como equipo oficial, algo que finalmente no ocurriría. Su lugar sería ocupado por Basso, mientras que al volante del tercer modelo primeramente sería convocado el excampeón de Fórmula Renault Maximiliano Merlino, y unas pocas carreras más tarde, Fabián Yannantuoni.

## Estadísticas

### Marcas representadas y modelos utilizados
| Súper TC 2000     | Súper TC 2000          | Súper TC 2000 | Súper TC 2000 |
| Marcas            | Modelos                | Años          | Ref.          |
| ----------------- | ---------------------- | ------------- | ------------- |
| Honda             | Honda Civic            | 2001-2011     | [ 1 ] [ 10 ]  |
| Renault           | Renault Fluence        | 2012-2013     | [ 11 ] [ 12 ] |
| Ford              | Ford Focus III         | 2014-2017     | [ 13 ]        |
| Honda             | Honda All New Civic    | 2018-2021     | [ 13 ]        |
| TC2000 Series     |                        |               |               |
| Marcas            | Modelos                | Años          | Ref.          |
| Renault           | Renault Fluence        | 2013-2014     | [ 14 ] [ 15 ] |
| Honda             | Honda New Civic        | 2014          | [ 16 ] [ 17 ] |
| Citroën           | Citroën C4 Lounge      | 2020          | [ 18 ] [ 19 ] |
| Ford              | Ford Focus III         | 2014-2020     | [ 20 ]        |
| TCR South America |                        |               |               |
| Marcas            | Modelos                | Años          | Ref.          |
| Toyota            | Toyota Corolla GRS TCR | 2023-presente |               |
| Audi              | Audi RS3 LMS TCR       | 2023          |               |

### Campeonatos logrados
| Campeonatos de Pilotos   | Campeonatos de Pilotos   | Campeonatos de Pilotos    | Campeonatos de Pilotos   | Campeonatos de Pilotos   |
| Turismo Competición 2000 | Turismo Competición 2000 | Turismo Competición 2000  | Turismo Competición 2000 | Turismo Competición 2000 |
| #                        | Año                      | Piloto                    | Automóvil                | Ref.                     |
| ------------------------ | ------------------------ | ------------------------- | ------------------------ | ------------------------ |
| 1                        | 2008                     | José María López          | Honda New Civic          | [ 21 ]                   |
| 2                        | 2009                     | José María López          | Honda New Civic          | [ 22 ]                   |
| TC2000 Series            |                          |                           |                          |                          |
| #                        | Año                      | Piloto                    | Automóvil                | Ref.                     |
| 1                        | 2016                     | Antonino García           | Ford Focus III           | [ 23 ]                   |
| Campeonatos de Equipos   |                          |                           |                          |                          |
| Turismo Competición 2000 |                          |                           |                          |                          |
| #                        | Año                      | Denominación              | Automóvil                | Ref.                     |
| 1                        | 2008                     | Honda Racing Argentina    | Honda New Civic          | [ 24 ]                   |
| 2                        | 2009                     | Equipo Petrobras          | Honda New Civic          | [ 25 ]                   |
| 3                        | 2010                     | Equipo Petrobras          | Honda New Civic          | [ 26 ]                   |
| TC2000 Series            |                          |                           |                          |                          |
| #                        | Año                      | Denominación              | Automóvil                | Ref.                     |
| 1                        | 2014                     | RAM Racing Driver Project | Ford Focus III           | [ 27 ]                   |
| 2                        | 2015                     | RAM Racing Team Paladini  | Ford Focus III           | [ 28 ]                   |
| 3                        | 2016                     | Escudería Fela            | Ford Focus III           | [ 23 ]                   |

### Pilotos ganadores
| Turismo Competición 2000 | Turismo Competición 2000 | Turismo Competición 2000 | Turismo Competición 2000 | Turismo Competición 2000 | Turismo Competición 2000           |
| #                        | Piloto                   | Automóvil                | Victorias                | Temporadas               | Ref.                               |
| ------------------------ | ------------------------ | ------------------------ | ------------------------ | ------------------------ | ---------------------------------- |
| 1                        | Juan Manuel Silva        | Honda Civic              | 12                       | 2001-2009                | [ 29 ]                             |
| 2                        | Guillermo Ortelli        | Honda Civic              | 3                        | 2001-2003                | [ 30 ]                             |
| 3                        | Martín Basso             | Honda Civic              | 2                        | 2003-2005                | [ 31 ]                             |
| 4                        | Fabián Yannantuoni       | Honda Civic              | 1                        | 2004-2006                | [ 32 ]                             |
| 5                        | Leonel Pernía            | Honda Civic              | 4                        | 2007-2011                | [ 33 ]                             |
| 6                        | José María López         | Honda Civic              | 11                       | 2007-2010                | [ 34 ]                             |
| 7                        | Mariano Altuna           | Honda Civic              | 2                        | 2010-2011                | [ 35 ]                             |
| 8                        | Néstor Girolami          | Honda Civic              | 1                        | 2010-2011                | [ 36 ]                             |
| 1                        | Leonel Pernía            | Renault Fluence          | 4                        | 2012-2013                | [ 33 ]                             |
| 2                        | Damián Fineschi          | Ford Focus III           | 1                        | 2017                     | [ 13 ]                             |
| 3                        | Facundo Ardusso          | Honda Civic X            | 3                        | 2021-Presente            | [ 13 ]                             |
| TC2000 Series            |                          |                          |                          |                          |                                    |
| #                        | Piloto                   | Automóvil                | Victorias                | Temporadas               | Ref.                               |
| 1                        | Mario Gerbaldo           | Renault Fluence          | 1                        | 2013                     | [ 37 ]                             |
| 1                        | Mario Gerbaldo           | Ford Focus III           | 3                        | 2014-2015                | [ 38 ]                             |
| 2                        | Luciano Farroni          | Renault Fluence          | 1                        | 2013                     | [ 39 ]                             |
| 2                        | Luciano Farroni          | Ford Focus III           | 3                        | 2014-2015                | [ 40 ] [ 41 ] [ 42 ]               |
| 3                        | Antonino García          | Ford Focus III           | 2                        | 2014-2016                | [ 43 ] [ 44 ]                      |
| 4                        | Juan Ángel Rosso         | Ford Focus III           | 4                        | 2015-2016                | [ 45 ]                             |
| 5                        | Tomás Gagliardi Genné    | Ford Focus III           | 1                        | 2017                     | [ 46 ]                             |
| 6                        | Santiago Mallo           | Ford Focus III           | 4                        | 2016-2018                | [ 47 ]                             |
| 7                        | Martín Chialvo           | Ford Focus III           | 5                        | 2017-2019                | [ 48 ] [ 49 ] [ 50 ] [ 51 ] [ 52 ] |
| 8                        | Lucas Vicino             | Ford Focus III           | 1                        | 2019                     | [ 53 ]                             |
| 9                        | Santiago Ventana         | Ford Focus III           | 1                        | 2020                     | [ 54 ]                             |
| 10                       | Gastón Cabrera           | Citroën C4 Lounge        | 1                        | 2020                     | [ 55 ]                             |
| 11                       | Lucas Guerra             | Ford Focus III           | 2                        | 2021-Presente            | [ 56 ]                             |